# Primera División Femenina de España 2019-2020
La Primera División Femenina de España 2019-2020, nota anche come Primera Iberdrola 2019-2020 per motivi di sponsorizzazione, è stata la trentaduesima edizione della massima serie del campionato spagnolo femminile di calcio. Il campionato è iniziato il 7 settembre 2019 e si sarebbe dovuto concludere il 17 maggio 2020.
Dopo 21 giornate di campionato disputate la stagione è stata sospesa l'11 marzo 2020 a causa della pandemia di COVID-19 che ha colpito la Spagna a partire dal mese di febbraio, per poi essere definitivamente sospesa il 6 maggio 2020. La federazione spagnola (RFEF) ha deliberato il congelamento della classifica finale alla ventunesima giornata, assegnando il titolo di campione di Spagna al Barcellona, al suo quinto titolo, la partecipazione alla UEFA Women's Champions League 2020-2021 allo stesso Barcellona e all'Atlético Madrid, e il blocco delle retrocessioni.

## Stagione

### Novità
Dalla Primera División 2018-2019 sono stati retrocessi in Segunda División il Málaga e la Fundación Albacete. Dalla Segunda División sono stati promossi in Primera División il Deportivo La Coruña e il Tacón.

### Formula
Le 16 squadre si affrontano in un girone all'italiana con partite di andata e ritorno, per un totale di 30 giornate. La squadra prima classificata è campione di Spagna, mentre le ultime due classificate retrocedono in Segunda División. Le prime due classificate sono ammesse alla UEFA Women's Champions League.

### Avvenimenti
Dopo la ventunesima giornata, disputata il 1º marzo 2020, il campionato di Primera División prevedeva una sosta di due settimane per lasciare spazio alla partecipazione della nazionale spagnola alla quinta edizione della SheBelieves Cup, previsto dal 5 all'11 marzo 2020. L'11 marzo 2020, a seguito dell'acuirsi della pandemia di COVID-19, la federazione spagnola annunciò la sospensione di tutte le competizioni calcistiche fino a nuova comunicazione, inclusa la Primera División che sarebbe dovuta riprendere il 21 marzo con la disputa della ventiduesima giornata. Il 6 maggio successivo la RFEF annunciò la sospensione definitiva dei campionati non professionistici maschili, femminili e giovanili, inclusa la Primera División, indicando le regole di gestione sportiva della stagione. In particolare, col blocco delle retrocessioni dalla Primera División e la promozione delle prime classificate nei due gironi di Segunda División, alla stagione 2020-2021 di Primera División prenderanno parte 18 squadre.

## Squadre partecipanti
| Club                | Città               | Stadio                                        | Stagione precedente           |
| ------------------- | ------------------- | --------------------------------------------- | ----------------------------- |
| Athletic Bilbao     | Bilbao              | Impianti di Lezama                            | 5º posto in Primera División  |
| Atlético Madrid     | Madrid              | Centro Deportivo Wanda Alcalá de Henares      | Campione di Spagna            |
| Barcellona          | Barcellona          | Stadio Johan Cruijff                          | 2º posto in Primera División  |
| Betis               | Siviglia            | Ciudad Deportiva Luis del Sol                 | 6º posto in Primera División  |
| Deportivo La Coruña | La Coruña           | Ciudad Deportiva de Abegondo                  | Finale in Segunda División    |
| Espanyol            | Barcellona          | Ciutat Esportiva Dani Jarque                  | 9º posto in Primera División  |
| Granadilla Tenerife | Granadilla de Abona | Stadio municipale La Palmera                  | 4º posto in Primera División  |
| Huelva              | Huelva              | Campos Federativos de La Orden                | 14º posto in Primera División |
| Levante             | Valencia            | El Terrer de Paiporta                         | 3º posto in Primera División  |
| Dux Logroño         | Logroño             | Estadio Las Gaunas                            | 11º posto in Primera División |
| Madrid CFF          | Madrid              | Stadio Matapiñonera                           | 13º posto in Primera División |
| Rayo Vallecano      | Madrid              | Ciutat Esportiva Rayo Vallecano               | 12º posto in Primera División |
| Real Sociedad       | San Sebastián       | Impianti di Zubieta                           | 7º posto in Primera División  |
| Siviglia            | Siviglia            | Ciudad Deportiva José Ramón Cisneros Palacios | 10º posto in Primera División |
| Tacón               | Madrid              | Campo 11 della Ciudad Real Madrid             | Finale in Segunda División    |
| Valencia            | Valencia            | Ciudad Deportiva de Paterna                   | 8º posto in Primera División  |

## Classifica finale
|  | Pos. | Squadra             | Pt | G  | V  | N | P  | GF | GS | DR  |
|  | ---- | ------------------- | -- | -- | -- | - | -- | -- | -- | --- |
|  | 1.   | Barcellona          | 59 | 21 | 19 | 2 | 0  | 86 | 6  | +80 |
|  | 2.   | Atlético Madrid     | 50 | 21 | 15 | 5 | 1  | 43 | 17 | +26 |
|  | 3.   | Levante             | 45 | 21 | 14 | 3 | 4  | 40 | 21 | +19 |
|  | 4.   | Deportivo La Coruña | 37 | 21 | 11 | 4 | 6  | 46 | 38 | +8  |
|  | 5.   | Athletic Bilbao     | 35 | 21 | 10 | 5 | 6  | 30 | 23 | +7  |
|  | 6.   | Real Sociedad       | 33 | 21 | 9  | 6 | 6  | 33 | 26 | +7  |
|  | 7.   | Dux Logroño         | 29 | 21 | 8  | 5 | 8  | 31 | 41 | -10 |
|  | 8.   | Rayo Vallecano      | 28 | 21 | 7  | 7 | 7  | 24 | 33 | -9  |
|  | 9.   | Granadilla Tenerife | 24 | 21 | 6  | 6 | 9  | 24 | 35 | -11 |
|  | 10.  | Tacón               | 23 | 21 | 6  | 5 | 10 | 33 | 48 | -15 |
|  | 11.  | Siviglia            | 22 | 21 | 6  | 4 | 11 | 25 | 33 | -8  |
|  | 12.  | Betis               | 20 | 21 | 4  | 8 | 9  | 25 | 33 | -8  |
|  | 13.  | Madrid CFF          | 19 | 21 | 5  | 4 | 12 | 22 | 45 | -23 |
|  | 14.  | Huelva              | 18 | 21 | 5  | 3 | 13 | 13 | 36 | -23 |
|  | 15.  | Valencia            | 17 | 21 | 3  | 8 | 10 | 21 | 28 | -7  |
|  | 16.  | Espanyol            | 5  | 21 | 0  | 5 | 16 | 13 | 46 | -33 |

Legenda:
      Campione di Spagna, ammessa alla UEFA Women's Champions League 2020-2021.
      Ammessa alla UEFA Women's Champions League 2020-2021.
Note:
Tre punti a vittoria, uno a pareggio, zero a sconfitta.

## Risultati
Le partite indicate con "nd" non sono state disputate perché il campionato è stato definitivamente sospeso dopo la disputa della sedicesima giornata di campionato.
|                     | Ath  | Atl  | Bar  | Bet  | Dep  | Esp  | GTS  | Hue  | Lev  | Log  | Mad  | Ray  | ReS  | Siv  | Tac  | Val  |
| ------------------- | ---- | ---- | ---- | ---- | ---- | ---- | ---- | ---- | ---- | ---- | ---- | ---- | ---- | ---- | ---- | ---- |
| Athletic Bilbao     | –––– | nd   | 0-3  | 2-1  | 0-2  | 0-0  | nd   | nd   | 1-1  | 3-0  | 3-0  | nd   | 2-1  | 0-0  | nd   | 1-0  |
| Atlético Madrid     | 2-2  | –––– | 0-0  | nd   | 4-1  | 3-0  | nd   | 1-0  | 4-1  | 2-0  | 1-0  | nd   | 3-0  | 3-0  | 2-1  | nd   |
| Barcellona          | nd   | 6-1  | –––– | 3-0  | 6-1  | nd   | 3-1  | 7-0  | 5-0  | 5-0  | 5-0  | 3-1  | nd   | 3-0  | 9-1  | nd   |
| Betis               | 2-2  | 2-2  | nd   | –––– | 3-4  | 2-1  | nd   | 1-1  | 0-2  | nd   | 2-0  | 0-0  | 1-1  | nd   | nd   | 1-0  |
| Deportivo La Coruña | 0-2  | nd   | nd   | 3-1  | –––– | 3-1  | 1-1  | 5-1  | nd   | nd   | nd   | 3-0  | 3-3  | 2-1  | 3-1  | nd   |
| Espanyol            | 1-2  | nd   | 0-4  | 2-2  | 0-3  | –––– | nd   | 0-0  | nd   | 1-3  | 1-3  | nd   | 0-1  | 0-1  | nd   | 0-3  |
| G. Tenerife         | 1-0  | 0-2  | nd   | 1-0  | 5-3  | nd   | –––– | 1-3  | 0-1  | 1-1  | 2-2  | nd   | 0-0  | 1-0  | 1-1  | 2-0  |
| Huelva              | 0-3  | 0-1  | 0-1  | nd   | 0-1  | nd   | nd   | –––– | nd   | 1-1  | 2-0  | 1-0  | 0-2  | 1-0  | 1-3  | 2-1  |
| Levante             | 2-0  | 0-1  | nd   | nd   | 1-0  | 1-1  | 6-2  | nd   | –––– | 1-1  | nd   | 0-1  | 3-0  | 3-2  | 2-1  | nd   |
| Logroño             | nd   | 0-3  | 0-6  | 3-2  | nd   | nd   | 1-1  | 3-0  | 3-4  | –––– | 1-1  | 4-1  | nd   | 1-0  | 5-1  | 1-0  |
| Madrid              | 4-1  | 0-1  | 0-4  | 1-0  | 2-2  | 2-1  | 1-3  | nd   | 0-4  | nd   | –––– | nd   | nd   | nd   | 3-4  | 1-1  |
| Rayo Vallecano      | 1-4  | 1-1  | 1-1  | 0-2  | 2-1  | 2-1  | 3-1  | 1-0  | 0-3  | 3-2  | nd   | –––– | nd   | nd   | 1-1  | 3-2  |
| Real Sociedad       | 0-2  | 1-4  | nd   | 2-0  | nd   | 4-1  | 1-0  | nd   | 0-0  | 5-0  | 5-0  | 1-1  | –––– | nd   | nd   | 1-0  |
| Siviglia            | nd   | 2-2  | 0-2  | nd   | nd   | 4-0  | 4-0  | 1-0  | 0-2  | nd   | 1-0  | 2-2  | 1-2  | –––– | nd   | 4-3  |
| Tacón               | nd   | nd   | 0-6  | 1-1  | 3-4  | 2-1  | nd   | 3-0  | 0-3  | 0-1  | 1-2  | nd   | 3-1  | 5–1  | –––– | 0-0  |
| Valencia            | 2-0  | nd   | 0-4  | 2-2  | 1-1  | 1-1  | 2-0  | nd   | 0-1  | nd   | nd   | 0-0  | 2–2  | nd   | 1-1  | –––– |

## Statistiche

### Classifica marcatrici
| Gol |  |  | Giocatore        | Squadra             |
| --- |  |  | ---------------- | ------------------- |
| 23  |  |  | Jennifer Hermoso | Barcellona          |
| 20  |  |  | Asisat Oshoala   | Barcellona          |
| 14  |  |  | Peke Barea       | Deportivo La Coruña |
| 13  |  |  | Oriana Altuve    | Rayo Vallecano      |
| 12  |  |  | Jade Boho        | Logroño             |
| 11  |  |  | Nahikari García  | Real Sociedad       |
| 10  |  |  | Alexia Putellas  | Barcellona          |
| 10  |  |  | Gabriela García  | Deportivo La Coruña |
| 9   |  |  | Lucía García     | Athletic Bilbao     |
| 9   |  |  | Alba Redondo     | Levante             |
| 9   |  |  | Ángela Sosa      | Atlético Madrid     |